# Jakalope
Jakalope sind eine kanadische Pop-/Rock-/Electronica-Gruppe. Die Bezeichnung leitet sich vom gleichnamigen nordamerikanischen Fabeltier Jackalope ab (eine, dem deutschen Wolpertinger ähnliche, Mischung aus Hase und Gabelbock). Gegründet wurde sie 2003 von Dave Ogilvie, einem kanadischen Musiker und Produzenten.

## Mitglieder
Jakalope besteht aktuell, neben wechselnden Mitgliedern, aus der folgenden Kernbesetzung:
1. Chrystal Leigh
2. Dave "Rave" Ogilvie
3. Phil Caivano (Monster Magnet)
4. Matt Warhurst (SNFU)
5. Sean Stubbs
6. Anthony Valcic
7. Don Harrison, Don Binns and Don Short ("The Three Dons").

In der ursprünglichen Konstellation, inklusive beider Alben, übernahm noch Katie B (für Biever) den Gesang. Seitdem sie die Band für eine eigene Solo-Karriere verließ, hat Chrystal Leigh ihren Platz inne.

## Alben
Das erste Album It Dreams erschien 2004. Es enthielt unter anderem die Singles Pretty Life, Feel It und Go Away.
Dem folgte 2006 Born 4 mit den Singles Upside Down (And I Fall) und Digging Deep.
Auf der offiziellen Website sind verschiedene Songs und Videos aus beiden Alben zu finden. Neues Material mit Chrystal als Sängerin ist auf Jakalopes Myspace-Seite online gestellt.